# Pasmo Lubomira i Łysiny

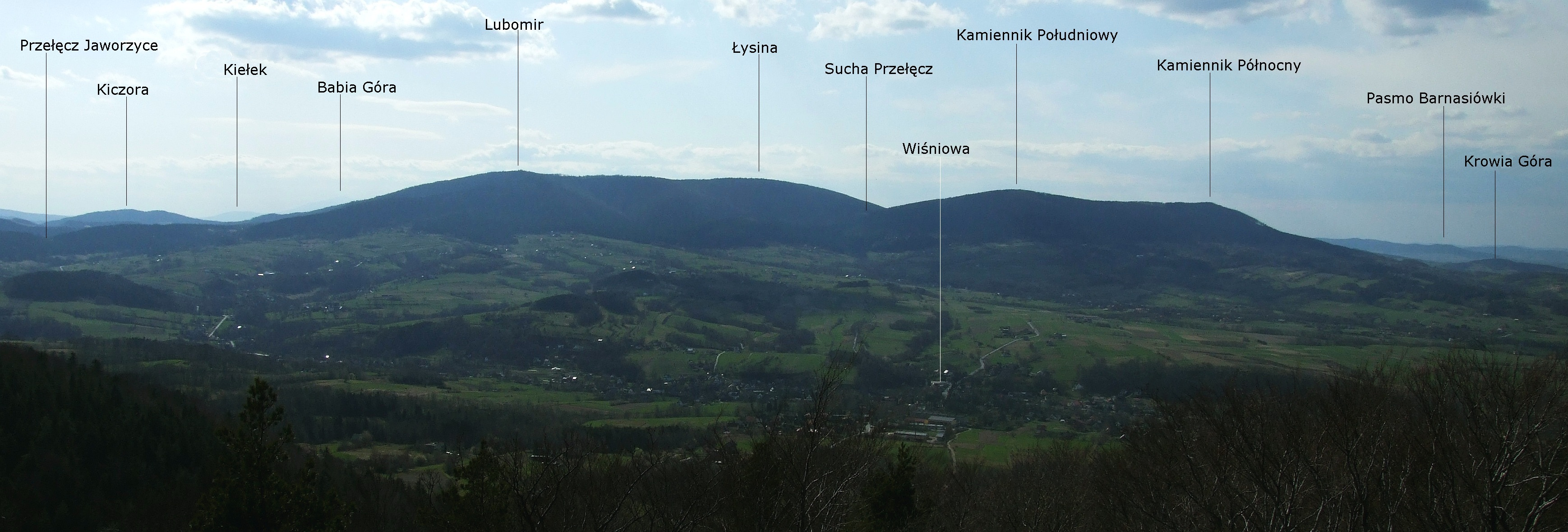
Widok z Księżej Góry

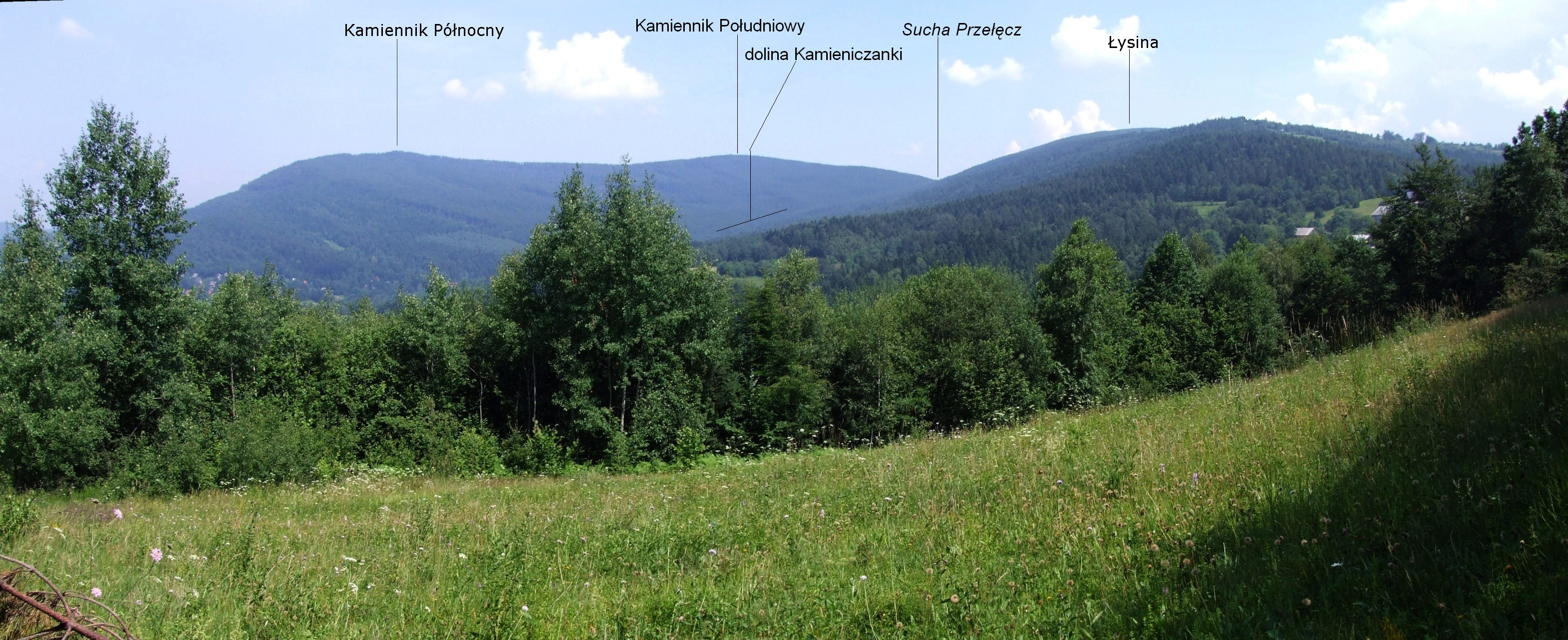
Widok od północno-zachodniej strony

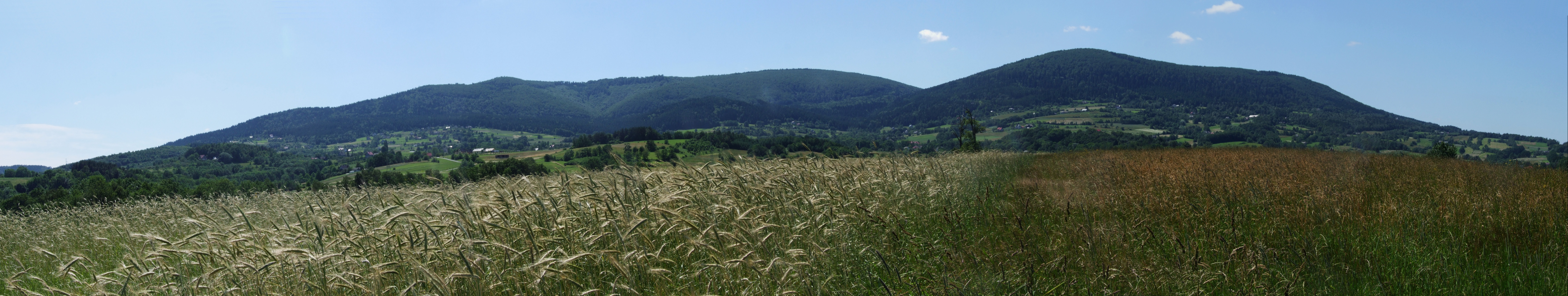
Widok od północno-wschodniej strony

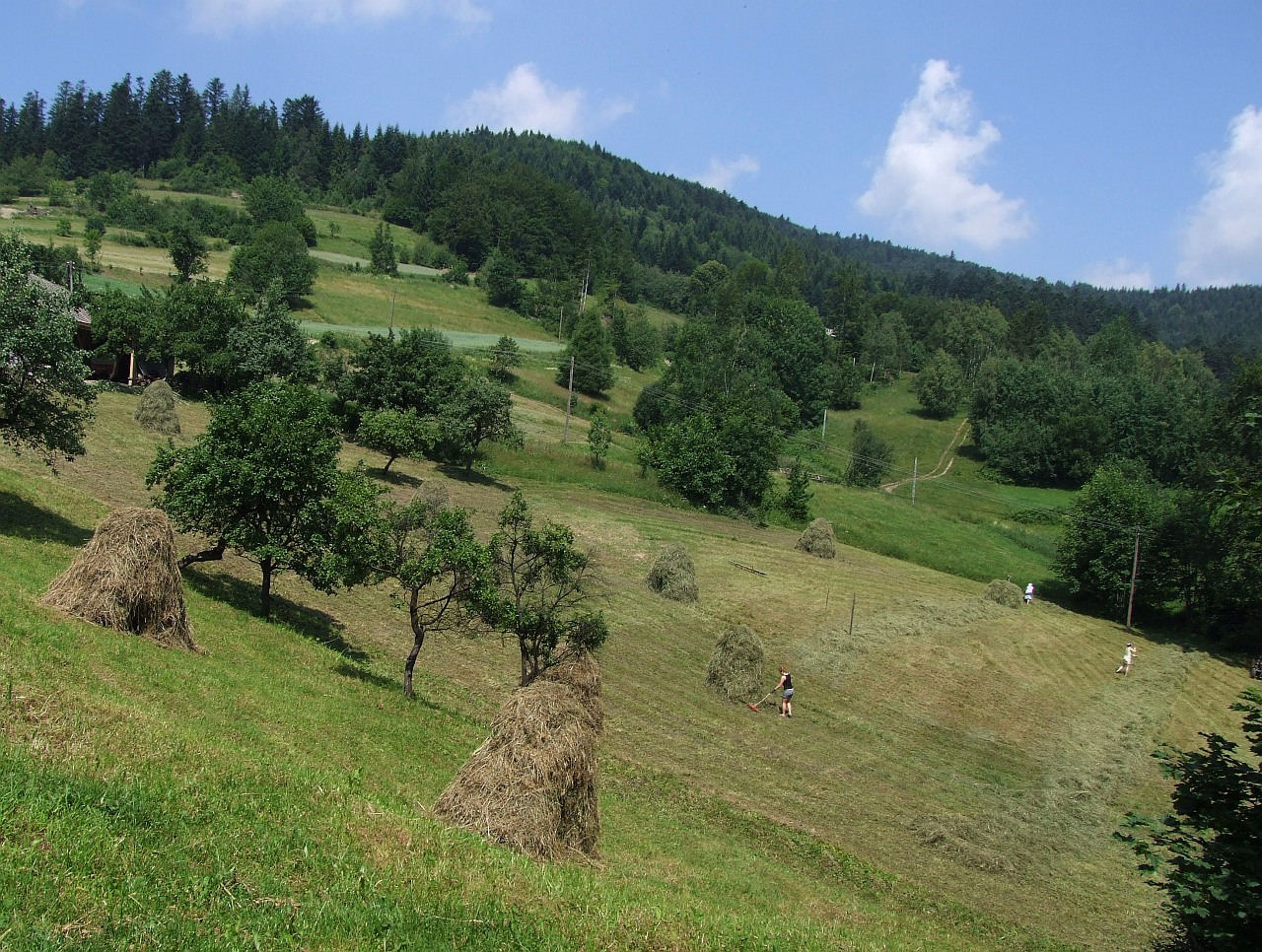
Sianokosy na stokach Lubomira

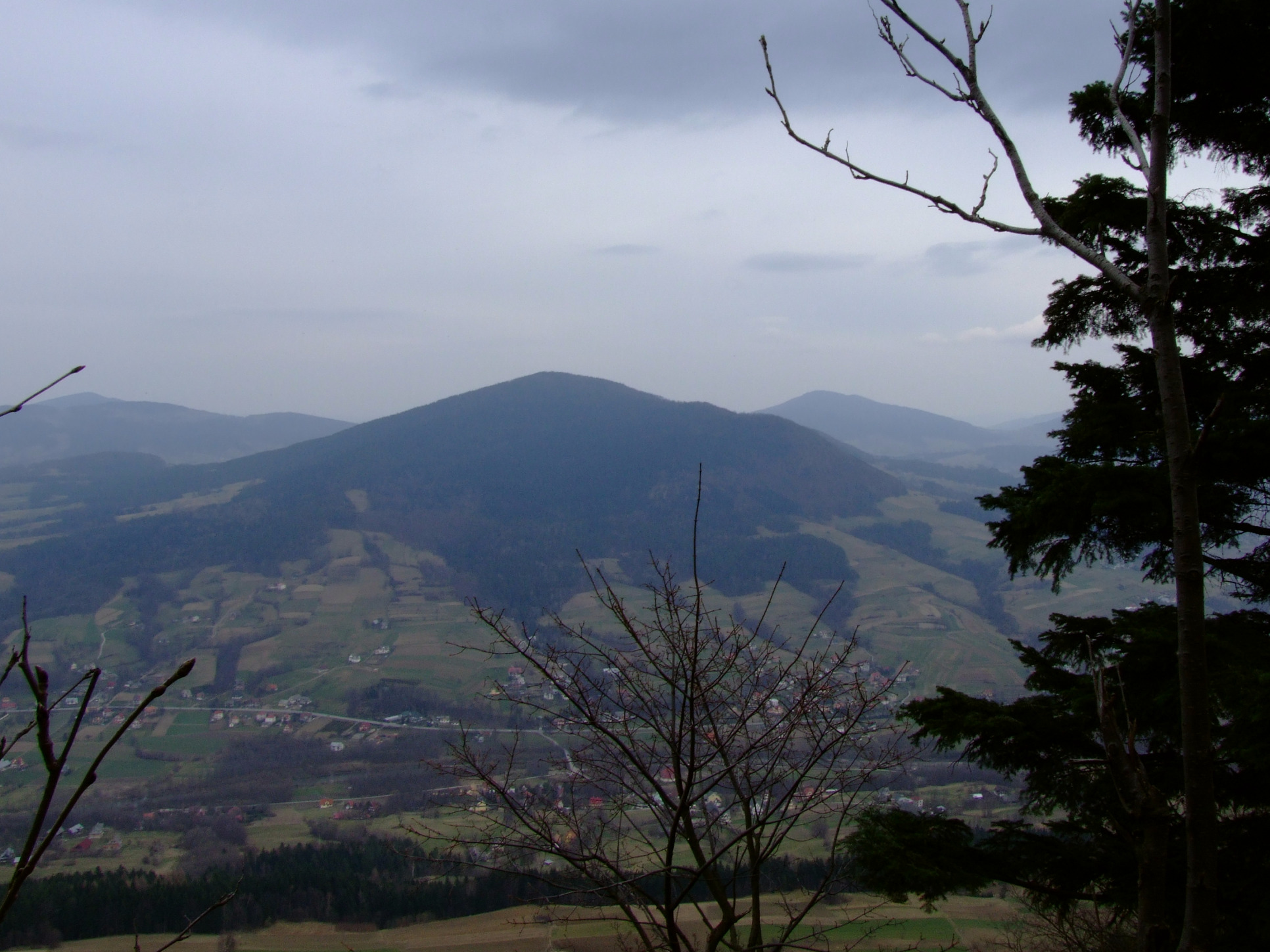
Kiczora widziana ze Szczebla

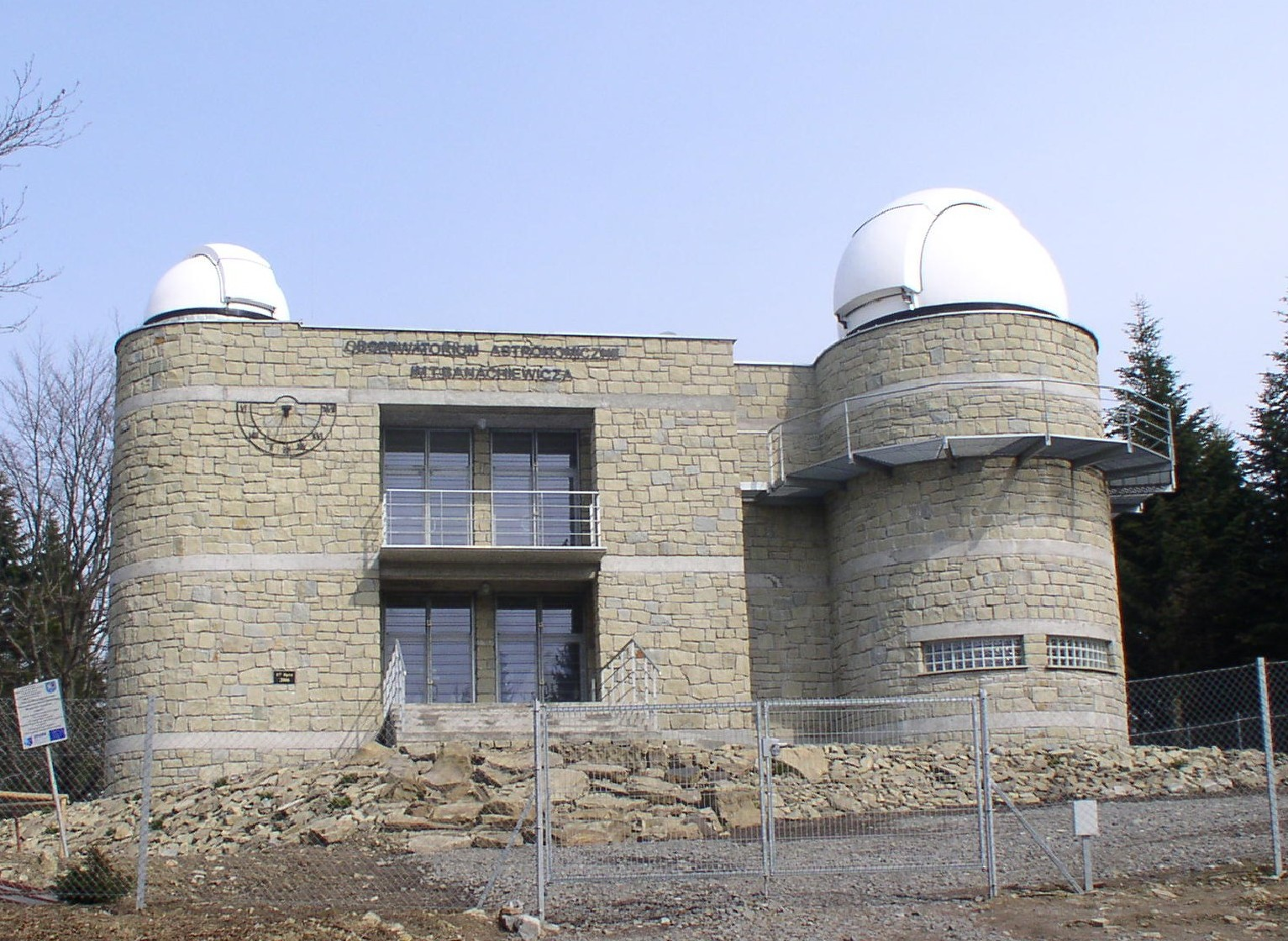
Obserwatorium astronomiczne na Lubomirze

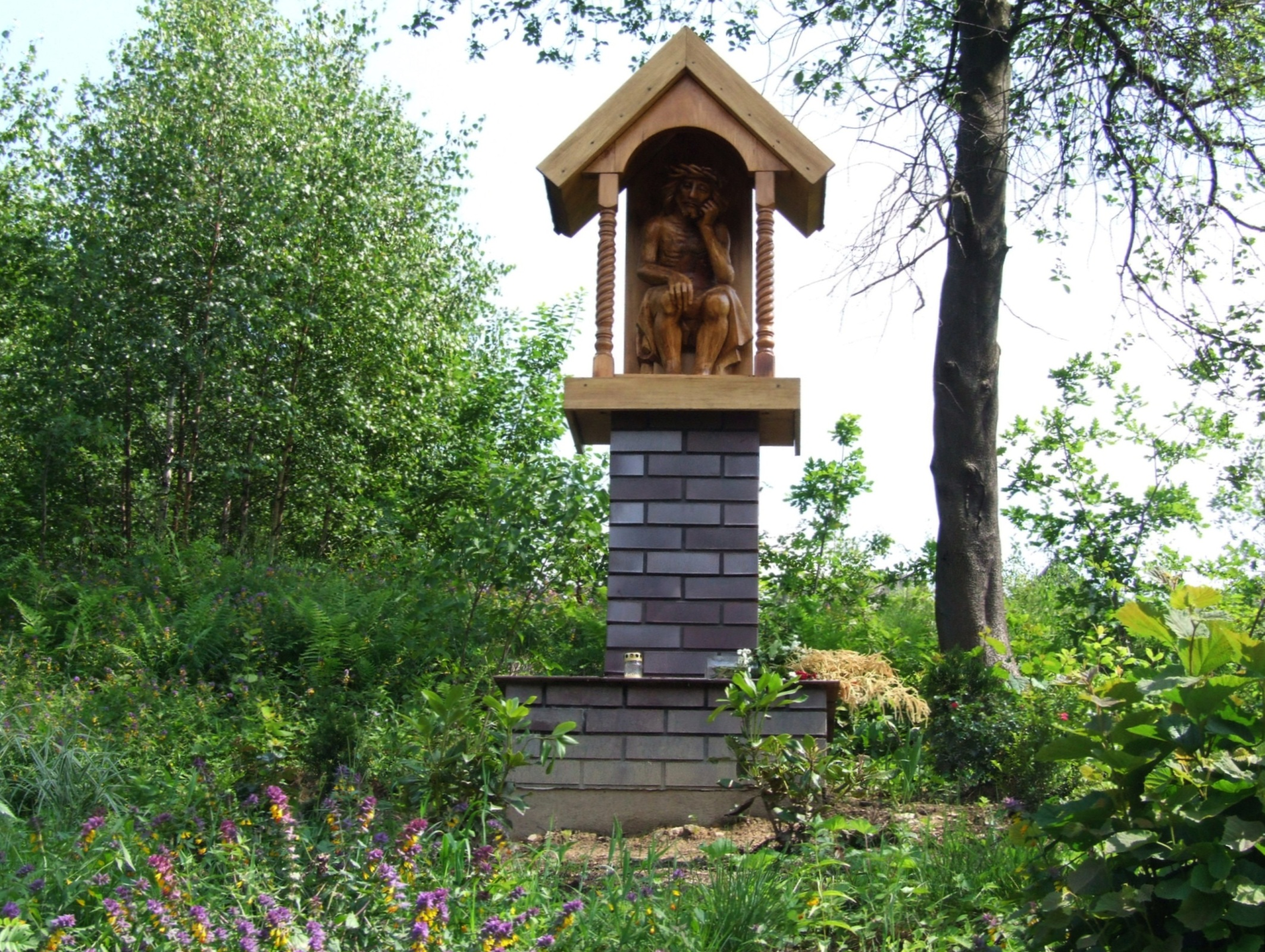
Kapliczka na stokach Łysiny

Pasmo Lubomira i Łysiny – pasmo górskie, które według regionalizacji Kondrackiego należy do Beskidu Wyspowego, zaś na mapach i w przewodnikach turystycznych czasami zaliczane jest do Beskidu Makowskiego, a czasami do Beskidu Myślenickiego (ta nazwa jest nieoficjalna).
Najwyższe szczyty tego pasma to Lubomir (904 m) i Łysina (891 m).

## Położenie
Pasmo Lubomira i Łysiny na zachodzie sąsiaduje z Beskidem Makowskim (Pasmo Koskowej Góry), na południu i wschodzie z innymi wzniesieniami Beskidu Wyspowego, zaś na północy z Pogórzem Wiśnickim.
Pasmo jest ograniczone:
- od południowego zachodu i północnego zachodu doliną Raby
- od południa doliną Raby oraz Kasinianki
- od wschodu przełęczą Jaworzyce, dolinami Niedźwiadka (Węglówki), Kobielnika oraz Krzyworzeki.
- granica z Pogórzem Wiśnickim przebiega od Raby pomiędzy Uklejną a Grodziskiem, wzdłuż Zasanki i przez Zasańską Przełęcz oddzielającą Pasmo Lubomira i Łysiny od Pasmo Glichowca.

## Topografia
Pasmo przebiega z zachodu (okolice Myślenic), zataczając łuk, na południe. W górnych partiach występują miejscami strome stoki, jednak dominują te o umiarkowanym, a niżej małym nachyleniu. Zbocza nie są całkowicie zalesione, są liczne obszary bezleśne, jak polany, a także pola uprawne. Większe kompleksy leśne obejmują rejon Uklejnej (677 m) i Chełmu (613 m) oraz masyw Łysiny, Lubomira i Kamiennika.
Patrząc od krańca północno-zachodniego, zaczynają je dwa równoległe grzbiety Uklejnej (uznawany za główny) i Chełmu, rozdzielone doliną Talagówki. Łączą się one na Śliwniku (620 m). Dalej wznosi się Działek (622 m), od którego odbiega na południowy zachód krótki boczny grzbiet Krzywickiej Góry (584 m). Następnie grzbiet biegnie w stronę Łysiny. Na wysokości ok. 700 m osiąga polanę Nad Nowinami, gdzie znajduje się zwornik wysyłający na południowy zachód ramię Bani (611 m). Osiąga wierzchołek Łysiny, skąd ku północy odgałęzia się grzbiet Kamiennika (Kamiennik Południowy 827 m, Kamiennik Północny 785 m), opadający potem ku Zasańskiej Przełęczy. Główny grzbiet natomiast obniża się nieznacznie na płytką przełęcz Weska, z której na południe odbiega grzbiet kulminujący w Patryi (762 m), rozgałęziający się następnie na ramię Szczałby (657 m), Bydłoniowej (645 m) i masyw Kiczory (725 m). Za wspomnianą niewyraźną przełęczą wznosi się najwyższy w paśmie Lubomir, skąd grzbiet opada na przełęcz Jaworzyce (579 m).

## Historia
W okresie II wojny światowej rejon Lubomira i Łysiny był jednym z największych punktów ruchu oporu przeciwko okupacji niemieckiej w Polsce. W czerwcu 1944 liczebność partyzanckiego oddziału „Odwet” Armii Krajowej dowodzonego wówczas przez Wincentego Horodyńskiego sięgnęła 700 osób. Jego oddziały stacjonowały w Paśmie Łysiny i Lubomira, na Grodzisku i w okolicznych miejscowościach. Sztab oddziału znajdował się w przysiółku Sarnulki na stokach Ostrysza. Na Suchej Przełęczy pomiędzy Łysiną a Kamiennikiem często organizowane były zbiórki oddziału i msze polowe. Po brawurowej akcji odbicia A. Woźniakowskiego (adiutanta komendanta) z obozu w Dobczycach, Niemcy wycofali część swoich posterunków z tego rejonu, a wzdłuż Raby rozmieścili tablice z napisem „Achtung Banditen”. Od 10–15 września 1944 partyzanci rozpoczęli w Paśmie Lubomira i Łysiny akcję usuwania Niemców, która potem uznana została za jedną z największych partyzanckich batalii II wojny światowej. Partyzanci urządzili udaną zasadzkę na niemiecką karną ekspedycję na przełęczy Zasańskiej, a podczas bitwy o most w Glichowie zabili 270 Niemców przy własnych stratach 12 ludzi. Odpowiedzią Niemców było przysłanie nowego oddziału ok. 1500 żołnierzy, tym razem wyposażonego w działa i czołgi, który otoczył całe Pasmo Lubomira i Łysiny szczelnym pierścieniem. Wówczas to spłonęło obserwatorium astronomiczne na szczycie Lubomira. Partyzantom udało się jednak przedrzeć przez pierścień okrążenia. W odwecie Niemcy dokonali pacyfikacji okolicznych miejscowości zabijając ludność cywilną w Czasławiu, Lipniku, Poznachowicach i w Wiśniowej.

## Turystyka
Infrastruktura turystyczna
- wyciąg krzesełkowy z Myślenic-Zarabia na Chełm
- Schronisko PTTK na Kudłaczach

Szlaki turystyczne
 Mały Szlak Beskidzki Myślenice – Uklejna – Działek – Kudłacze – Łysina – Lubomir – przełęcz Jaworzyce
 Pcim – Krzywicka Góra – Działek
 Lubień – Weszkówka – Łysina – Kamiennik Południowy – przełęcz Zasań – Dobczyce
 Myślenice–Zarabie – Chełm – Poręba – Kamiennik Północny – Kamiennik Południowy – Działek – Kudłacze
 Wiśniowa – Lubomir
 Myślenice – przełęcz Niwa – Trzemeśnia – Ostrysz
 Pcim – Kudłacze – Łysina